# シーク (コンピュータ)
シーク（seek）とは、物理的な駆動部分のあるコンピュータの記憶装置（FDD、MOやHDD、CD・DVDなどの光ディスク）において、ヘッドまたはピックアップレンズが、書き込み・読み取りの目標位置(トラック)まで移動すること。これによりランダムアクセスが可能となる。
シークにかかる時間をシークタイムまたはシーク時間と呼ぶ。シーク時間は離れたトラックに移動するほど所要時間が長いが、所要時間は非線形であるため、メーカは、最小シーク時間(隣接トラックへの移動)、平均シーク時間、最大シーク時間を示している。シーク中はデータを読み込むことができないため、同じ転送速度ならシークタイムが短いほど高速な読み込みができる。